# 菲利普·瓦尼埃
菲利普·瓦尼埃（法語：Philippe Vannier，1762年2月6日—1842年7月6日）越南名字為阮文震（越南语：／），19世紀時期法國海軍士兵、冒險家，也是越南阮朝的將軍。他曾在阮福映奪取越南皇位中起著重要作用。

## 生平
瓦尼埃出生在法國布列塔尼的歐雷鎮（Auray）中。1778年供職於法國皇家海軍，並且參加過美國獨立戰爭。1789年，瓦尼埃在百多祿主教的慫恿下，參加了阮福映的軍隊。1790年，阮福映讓他掌管一艘軍艦。1792年，瓦尼埃在讓-馬力·達約（Jean-Marie Dayot）的麾下，參加了歸仁的戰役。1800年，瓦尼埃成為阮軍最大軍艦「鳳飛」船（le Phoenix）的指揮官，「鳳飛」號上共有26桿槍和300名士兵。1801年4月，再次在歸仁港前戰鬥，升為二品钦差掌奇（相當於西方的準將）、管凤飞铜艚。這場戰役開啟了阮福映攻打越南北部的大門。瓦尼埃的副手勒農也是一位法國人，來自聖馬洛。
1802年阮福映獲得最終勝利之後，瓦尼埃繼續留在越南，成為越南的一位士大夫。他與一位越南的基督徒Madeleine Sel-Dong結婚，並育有數個子女。他以阮文震的名字擔任越南大臣直到1826年，並被封為震清侯。明命帝即位後不久，瓦尼埃同讓-巴蒂斯特·沙依諾（阮文勝）一同離開了越南，回到法國。
1842年6月6日，瓦尼埃在洛里昂逝世。1878年4月6日，他的越南籍妻子在同一個城市逝世。
瓦尼埃的孫子埃米爾·瓦尼埃（Emile Vannier），在1863年至1864年期間曾參加交趾支那戰役，並於1885年死去。

## 相關人物
- 百多祿（Pigneau de Béhaine）
- 讓-巴蒂斯特·沙依諾（Jean-Baptiste Chaigneau）
- 讓-馬里·達約（Jean-Marie Dayot）
- 奧利維耶·德·皮曼紐爾（Olivier de Puymanel）
- 西奧多·勒布朗（Théodore Lebrun）

## 腳註
1. ↑  關於阮文震的真實法文名字，不同越南史料記載皆不同。此處據陳仲金《越南史略》，戴可來譯（中文譯名《越南通史》），商務印書館出版，1992年12月。參見該書289頁正文及腳註。
2. 1 2  Tran and Reid, p.206
3. 1 2 3 4 5 6  Mantienne, p.156
4. 1 2  Salles, p.201
5. 1 2 3 4 5 6  Salles, p.202
6. ↑  Tran, p. 16.